# Hsiao Po-yun
Hsiao Po-yun (im englischen Sprachraum auch Brandon Hsiao; * 1. Oktober 1995 in Taipeh) ist ein taiwanischer Eishockeyspieler, der seit 2022 bei den Batavia Demons in der indonesischen Eishockeyliga unter Vertrag steht. Seine beiden Brüder Po-yuan und Po-yu sind ebenfalls taiwanische Nationalspieler.

## Karriere
Hsiao Po-yun begann seine Karriere als Eishockeyspieler in der Jugendabteilung des Klubs Silver Monster in Taipeh. Ab 2010 spielte er für den Klub in der Chinese Taipei Ice Hockey League. Während seines Studiums an der University of California, Los Angeles spielte er von 2013 bis 2017 für die UCLA Bruins in der zweiten Division der American Collegiate Hockey Association und wurde 2017 in das All-Star-Team der Division gewählt. Seit 2022 spielt er bei den Batavia Demons in der indonesischen Eishockeyliga.

### International
Im Juniorenbereich spielte Hsiao für Taiwan bei den U18-Weltmeisterschaften 2011, 2012, und 2013 sowie bei der U20-Weltmeisterschaft 201 jeweils in der Division III. Außerdem stand er beim IIHF U20 Challenge Cup of Asia 2012 auf dem Eis.
Mit der taiwanischen Herren-Auswahl nahm Hsiao zunächst am IIHF Challenge Cup of Asia 2014, den er mit der Mannschaft gewinnen konnte, teil. Es folgten die Teilnahmen an den Weltmeisterschaften der Division III 2018 und 2022. Zudem vertrat er Taiwan bei der Olympiaqualifikation für die Winterspiele in Peking 2022.
Bei den Weltmeisterschaften der Division IV 2023 und 2024 war er Trainerassistent des indonesischen Teams.

## Erfolge und Auszeichnungen
- 2014 Gewinn des IIHF Challenge Cup of Asia
- 2017 All-Star-Team der zweiten Division der American Collegiate Hockey Association